# Мария (ураган)
Ураган «Мария» (англ. Hurricane Maria) — чрезвычайно мощный атлантический тропический циклон 5-й категории. Это был седьмой ураган и второй ураган 5-й категории необычайно активного сезона атлантических ураганов 2017 года. Ураган «Мария» развился из тропической волны 16 сентября 2017 года, став третьим мощным атлантическим ураганом за две недели (после ураганов «Ирма» и «Хосе»). Мария также является самым смертоносным атлантическим ураганом со времён урагана Жанны 2004 года.

## Метеорологическая история
19 сентября 2017 года ураган вызвал катастрофические разрушения на острове Доминика, который оказался в его эпицентре. Более 90 % зданий на острове было повреждено или разрушено. Также пострадали Гваделупа, Мартиника и остров Санта-Крус (Американские Виргинские острова).
Утром 20 сентября ураган достиг Пуэрто-Рико. Его сила к тому времени уменьшилась до 4-й категории. Несмотря на это «Мария» стал самым сильным ураганом, обрушившимся на остров после урагана «Окичоби» 1928 года. Ураган вызвал сильные наводнения и разрушения. На всей территории Пуэрто-Рико отключилось электричество и «обрушилась» система связи. Без электричества осталось 3,4 млн человек. Губернатор Пуэрто-Рико Рикардо Роселло заявил, что на восстановление электроснабжения потребуются «месяцы». 21 сентября президент США Дональд Трамп заявил о намерении посетить пострадавший от урагана остров.
Ураган «Мария» вывел из строя второй по величине в мире радиотелескоп «Аресибо». Он сломал 29-метровую антенну, а её обломки повредили главное зеркало.
После прохождения над Пуэрто-Рико сила урагана уменьшилась до 2-й категории, но затем возросла до 3-й категории. 21 сентября ураган прошёл к северу от острова Гаити, а 22 сентября обошёл стороной острова Теркс и Кайкос. К 24 сентября сила урагана снова уменьшилась до 2-й категории. 6 октября ураган распался.
Погибло по крайней мере 93 человека: Пуэрто-Рико — 48, Доминика — 30, Гваделупа — 2, Республика Гаити — 3, Доминиканская Республика — 5, Американские Виргинские острова — 1, Континентальные штаты — 4.
В 2018 году правительство Пуэрто-Рико скорректировало число погибших от урагана в сторону увеличения до 2975.